# Nicon punctata
Nicon punctata är en ringmaskart som först beskrevs av Elise Wesenberg-Lund 1949.  Nicon punctata ingår i släktet Nicon och familjen Nereididae. Inga underarter finns listade i Catalogue of Life.